# Gobi-Springmaus
Die Gobi-Springmaus (Allactaga bullata) ist eine Nagetierart aus der Gattung der Pferdespringer (Allactaga). Sie kommt in der Grenzregion zwischen der Volksrepublik China und der Mongolei in der Wüste Gobi vor.

## Merkmale
Die Gobi-Springmaus erreicht eine Kopf-Rumpf-Länge von 11,5 bis 14,5 Zentimetern mit einem Schwanz von 16,5 bis 20,0 Zentimetern Länge bei einem Gewicht von 80 bis 93 Gramm. Die Hinterfußlänge beträgt 56 bis 62 Millimeter, die Ohrlänge 31 bis 38 Millimeter. Das Rückenfell und die Außenseite der Hüften sind grau-sandfarben, bei letzter zieht sich in der oberen Hälfte ein deutlicher dunkler Streifen über die Hüfte. Der Bauch, die die Vorderbeine, die Innenseite der Hinterbeine  sowie die Unterlippe sind weiß. Der Schwanz besitzt gut ausgebildete Haarbüschel. Die Haarbüschel der Unterseite sind an der Basis weiß, die letzten 20 Millimeter des Schwanzes sind vollständig weiß.
Im Vergleich zur Balikun-Springmaus (Allactaga balikunica) ist die Färbung etwas heller und leicht rötlicher, zudem unterscheiden sie sich bezüglich der Schwanzbehaarung und -färbung. Der Mongolische Pferdespringer (Allactaga sibirica) ähnelt beiden Arten ebenfalls in der Färbung.
| 1 | · | 0 | · | 1 | · | 3 | = 18 |
| 1 | · | 0 | · | 0 | · | 3 | = 18 |

Der Schädel hat eine Gesamtlänge von 30 bis 35 Millimetern. Er ist gebogen und an der Basis gerundet. Wie alle Arten der Gattung besitzen die Tiere im Oberkiefer pro Hälfte einen zu einem Nagezahn ausgebildeten Schneidezahn (Incisivus), dem eine Zahnlücke (Diastema) folgt. Hierauf folgen ein Prämolar und drei Molare. Im Unterkiefer besitzen die Tiere dagegen keinen Prämolar. Insgesamt verfügen die Tiere damit über ein Gebiss aus 18 Zähnen. Die oberen Schneidezähne sind leicht angelegt. Die Paukenblasen sind groß und treffen sich an der Unterseite fast.

## Verbreitung
Die Gobi-Springmaus kommt in der Grenzregion zwischen der Volksrepublik China und der Mongolei vor. In der Volksrepublik China ist sie aus den Provinzen Xinjiang, Nei Mongol und Gansu bekannt. In der Mongolei lebt sie in der Wüste Gobi im Bereich des Altai, der Alashan und Teilen der östlichen Gobi.

## Lebensweise
Die Gobi-Springmaus ist nachtaktiv und lebt in trockenen und sandigen, offenen Wüsten- und Halbwüstenbereichen mit spärlicher Vegetation aus salzliebenden Gräsern und Wüstengebüsch. Sie ernährt sich von grünen Pflanzenteilen wie Blättern und Sprossen sowie von Wurzeln, Grassamen und Insekten, vor allem Käfer und Heuschrecken. Sie ist Einzelgänger und lebt allein in einem einfachen Bau, der eine Länge von 60 Zentimetern erreichen kann und eine ungepolsterte Nestkammer enthält. Gobi-Springmäuse bekommen ein- bis zweimal im Jahr zwischen Mai und August Nachwuchs, der Wurf besteht aus einem bis drei Jungtieren.
Die Art kommt im Südosten der Mongolei parapatrisch mit der Balikun-Springmaus (Allactaga balikunica) vor.

## Systematik
Die Gobi-Springmaus wird als eigenständige Art innerhalb der Gattung der Pferdespringer (Allactaga) eingeordnet, die aus elf Arten besteht. Die wissenschaftliche Erstbeschreibung stammt von Glover Morrill Allen aus dem Jahr 1925, der die Art anhand von Individuen aus der Gegend um den Tsagaan Nuur in der Mongolei beschrieb. Zeitweise wurde die Balikun-Springmaus (Allactaga balikunica) als Unterart der Gobi-Springmaus eingeordnet, mit der sie nah verwandt ist.

## Status, Bedrohung und Schutz
Die Gobi-Springmaus wird von der International Union for Conservation of Nature and Natural Resources (IUCN) als nicht gefährdet (Least concern) eingeordnet. Begründet wird dies mit dem großen Verbreitungsgebiet und den angenommenen großen Bestände der Art, teilweise auch in Schutzgebieten. Potenzielle bestandsgefährdende Faktoren für diese Art sind nicht bekannt.

## Belege
1. 1 2 3 4 5 6 7 8  Andrew T. Smith: Gobi Jerboa. In: Andrew T. Smith, Yan Xie: A Guide to the Mammals of China. Princeton University Press, Princeton NJ 2008, ISBN 978-0-691-09984-2, S. 200
2. ↑  Andrew T. Smith: Family Dipodidae / Subfamily Allactaginae. In: Andrew T. Smith, Yan Xie: A Guide to the Mammals of China. Princeton University Press, Princeton NJ 2008, ISBN 978-0-691-09984-2, S. 198–199.
3. 1 2 3 4  Allactaga bullata in der Roten Liste gefährdeter Arten der IUCN 2014.3. Eingestellt von: N. Batsaikhan, D. Avirmed, S. Shar, A.T. Smith, 2008. Abgerufen am 4. Juli 2015.
4. 1 2   Allactaga bullica (Memento des Originals vom 5. Juli 2015 im Internet Archive)  Info: Der Archivlink wurde automatisch eingesetzt und noch nicht geprüft. Bitte prüfe Original- und Archivlink gemäß Anleitung und entferne dann diesen Hinweis.. In: Don E. Wilson, DeeAnn M. Reeder (Hrsg.): Mammal Species of the World. A taxonomic and geographic Reference. 2 Bände. 3. Auflage. Johns Hopkins University Press, Baltimore MD 2005, ISBN 0-8018-8221-4.